# Agrarökologie
Das Wort Agrarökologie, seltener Agroökologie, kann eine Wissenschaft, eine Bewegung oder eine Praxis bezeichnen. 

## Geschichte
Anfangs bezog sich Agrarökologie auf Pflanzenproduktion und -schutz. In den letzten Jahrzehnten kamen umweltbezogene, soziale, ökonomische, ethische und entwicklungsbezogene Aspekte hinzu.
Der Begriff Agrarökologie wurde in seiner englischen Entsprechung erstmals 1928 verwendet. Bis in die 1960er Jahre hinein war die Agrarökologie eine rein wissenschaftliche Disziplin. Dann entwickelten sich verschiedene Zweige. Aus den Umweltbewegungen der 1960er Jahre, die sich gegen industrielle Landwirtschaft richteten, gingen agrarökologische Bewegungen in den 1990er Jahren hervor. Seit den 1980er Jahren entstand die Agrarökologie auch als Praxis, die häufig mit den Bewegungen verknüpft war. In den letzten 80 Jahren vergrößerte sich auch das Betrachtungsspektrum der Agrarökologie von der Feld- zur Agrarökosystemebene.
Heute hat Agrarökologie verschiedene wissenschaftliche Bedeutungen und wird zudem verwendet, um eine Bewegung oder eine landwirtschaftliche Praxis zu beschreiben. In verschiedenen Regionen lassen sich unterschiedliche Bedeutungsschwerpunkte des Begriffs feststellen. In Deutschland hat die Agrarökologie eine lange Tradition als wissenschaftliche Disziplin und ist nicht mit anderen Bedeutungen verknüpft. In den Vereinigten Staaten und Brasilien werden alle drei Bedeutungen unter dem Begriff verstanden, wobei die wissenschaftliche in den USA und die anderen in Brasilien dominieren. In Frankreich wurde unter Agrarökologie lange eine Praxis verstanden.

## Bedeutungen, Systematik
Im deutschsprachigen Raum wird unter Agrarökologie ein Teilgebiet der Ökologie oder ein Teilgebiet der Landwirtschaft verstanden.
| Agrarökologie …                     | … als Teil der Ökologie                  | … als Teil der Landwirtschaft                                                |
| ----------------------------------- | ---------------------------------------- | ---------------------------------------------------------------------------- |
| … zu unterscheiden von              | - Stadtökologie - Humanökologie - …      | - ökologische Landwirtschaft (Bio-Landbau) - industrielle Landwirtschaft - … |
| Wissenschaft, Bewegung oder Praxis? | Agrarökologie als Wissenschaftsdisziplin | Agrarökologie als soziale Bewegung oder landwirtschaftliche Praxis           |
| ausformuliert:                      | Die Ökologie von Agrarökosystemen        | Die agrarökologische Landwirtschaft (Landbewirtschaftungsmodell)             |

### Agrarökologie als Wissenschaft
Als Wissenschaft ist die Agrarökologie ein Teil der Ökologie oder Landschaftsökologie. Sie befasst sich mit den ökologischen Zuständen und Prozessen der Agrarökosysteme und dem Ökosystemkomplex Agrarlandschaft als Ganzes. Die Agrarökologie berücksichtigt dabei nicht nur die unmittelbar der landwirtschaftlichen Nutzung unterworfenen Ökosysteme wie Acker- und Grünland, sondern auch die damit funktional verknüpften naturnäheren Ökosysteme wie Wälder und Moore und deren mittelbare Beeinflussung durch die Landwirtschaft (z. B. über atmosphärische Stoffeinträge oder laterale Stoffverlagerungen).
Die Agrarökologie befasst sich im Sinne wissenschaftlicher Grundlagenforschung mit den Steuergrößen der Biodiversität der Agrarökosysteme bzw. der Agrarlandschaft. Sie betrachtet unter Berücksichtigung der biotischen Hierarchie-Stufen (Gene, Arten, Populationen, Lebensgemeinschaften) einzelne Organismen, Organismengruppen oder einen möglichst großen Anteil der Gesamtheit aller Organismen und deren Wechselbeziehungen untereinander (z. B. trophische Interaktionen, Konkurrenz, wechselseitige Begünstigungen) und untersucht insbesondere die Beziehungen zwischen Standorteigenschaften, Landnutzung und Biodiversität sowie die Bedeutung räumlicher Muster und der Nutzungsdynamik für die Biodiversität. Im Sinne angewandter wissenschaftlicher Forschung zielt die Agrarökologie auf die naturschutzfachliche Bewertung agrarischer Landnutzung und die Unterstützung der Erarbeitung ökologisch nachhaltiger agrarischer Nutzungskonzepte.
Die Methoden der agrarökologischen Forschung variieren mit den jeweils untersuchten Ökosystemen und Organismengruppen und zeigen mit standortkundlichen Erhebungen, Luft- und Satellitenbildinterpretationen, Anwendungen geographischer Informationssysteme und ökologischer Modellierung die Nähe zu angrenzenden Wissenschaftsdisziplinen wie der ökologischen Standortkunde und der Landschaftsökologie an.
Die Agrarökologie wird an Universitäten mit unterschiedlichen inhaltlichen Schwerpunkten als Studienfach, Fachgebiet, Studiengang oder interdisziplinäres Programm gelehrt. Das Fach Agrarökologie ist dabei in unterschiedlichen Fachbereichen (z. B. Biologie, Geographie, Agrarwissenschaften) angesiedelt.

### Agrarökologie als Bewegung
Beginnend in den 1990er Jahren in den Vereinigten Staaten und Lateinamerika wurde Agrarökologie als Eigenbezeichnung von Bewegungen übernommen, um ein neuartiges Bild der Landwirtschaft und ihres Verhältnisses zur Gesellschaft auszudrücken. In Brasilien hat es die Agrarökologie als Wissenschaft nie gegeben, sie hat dort ihre Wurzeln in traditioneller Landwirtschaft. In den 1970er Jahren begannen Bewegungen, die landwirtschaftlicher Modernisierung kritisch gegenüberstanden, für alternative Landwirtschaft, Familienbetriebe und Ernährungssouveränität zu werben. Ein bekannter Unterstützer dieser Bewegungen war José Lutzenberger. In den 1980er Jahren wurden diese Bewegungen formalisiert. 2001 fand das „National Meeting of Agroecology“ statt, das zum Ziel hatte, für die Agrarökologie zu werben. 2003 erkannte die brasilianische Regierung die Agrarökologie unter dem Schirm der ökologischen Landwirtschaft formal an.
In Deutschland ist die Agrarökologie als Bewegung mehr oder weniger nicht existent, da sich die meisten Produzenten der nicht-konventionellen Landwirtschaft eher der Permakultur oder dem Bio-Landbau zugehörig fühlen.

### Agrarökologie als Praxis
„Agrarökologische Landwirtschaft“ geht über die Standards und Anforderungen des Bio-Landbaus hinaus, der mittlerweile auch im großen Stil betrieben werden kann. Im deutschsprachigen Raum haben sich jedoch eher Begriffe wie Permakultur oder regenerative Landwirtschaft als Identität stiftende Kategorien durchgesetzt. Klare Grenzen zwischen den einzelnen Begriffen zu ziehen ist sehr schwierig. Gemeinsam haben alle diese Formen der Landwirtschaft, dass sie in klarem Kontrast (und meist auch Konflikt) zur konventionellen Landwirtschaft stehen.